# Dunapataj
Dunapataj ist eine ungarische Großgemeinde im Kreis Kalocsa im Komitat Bács-Kiskun. Am 1. Januar 2013 hatte die Gemeinde 3180 Einwohner. Westlich fließt die Donau, östlich erstreckt sich der 68 ha große Szelider See (Szelidi-tó).

## Gemeindepartnerschaften
- Seit dem Jahr 2004 besteht eine Partnerschaft mit der deutschen Gemeinde Oyten.

## Sehenswürdigkeiten
- Bencze-kastély (Schloss Bencze)
- Pataji Múzeum
- Reformierte Kirche (erbaut 1773)
- Römisch-katholische Kirche Magyarok Nagyasszonya (erbaut 1761 im Zopfstil)
- Szelidi-tó

## Verkehr
Dunapataj liegt an der Hauptstraße Nr. 51 zwischen Solt und Kalocsa. Im Ort befindet sich ein Bahnhof. Der Personenverkehr nach Kunszentmiklós-Tass wurde jedoch im Jahr 2007 eingestellt.